# Plumularia polycladia
Plumularia polycladia är en nässeldjursart som beskrevs av Mammen 1965. Plumularia polycladia ingår i släktet Plumularia och familjen Plumulariidae. Inga underarter finns listade i Catalogue of Life.